# Pleuroprion chlebovitschi
Pleuroprion chlebovitschi là một loài chân đều trong họ Antarcturidae. Loài này được Kussakin miêu tả khoa học năm 1972.